# ジョン・ライヴス
ジョン・G・ライヴス（John G. Rives）は、アメリカ合衆国のパフォーマンス詩人、ストーリーテラー、作家。姓はライブスまたはリーブスとも書かれる。

## 人物・来歴
アメリカ合衆国のケーブルテレビのネットワーク放送局HBOのデフ・ポエトリー・ジャムに数シーズンにわたって出演した、デフ・ポエトリー・ジャム・インターナショナルツアーグループのメンバーであった。TEDカンファレンスに、スピーカーとして何度も顔を見せており、また子供たちのために何点かの飛び出す絵本を出版している。
トミー・ヒルフィガーの提供するテレビ番組 アイロニック・アイコニック・アメリカ のホスト役として、ポップカルチャーがアメリカ人の好みやスタイルに与えた影響を考察して見せた。デフ・ポエトリー・ジャムにおける最も有名なパフォーマンスの中には、聴覚障害者コミュニティでの詩の物語や、性行為後の至福感を描写したもの、人々がセックスの最中に口走る言葉に関するパフォーマンス"ダーティ·トーク"などがある。